# Distretto di Ihuarí
Il distretto di Ihuarí è un distretto del Perù appartenente alla provincia di Huaral, nella regione di Lima. È ubicato a nord della capitale peruviana.
Si estende per 167,67 km², a 2822 metri sul livello del mare.
La capitale è Ihuarí.
| Controllo di autorità | VIAF (EN) 294105602 |